# Edward Ozorowski

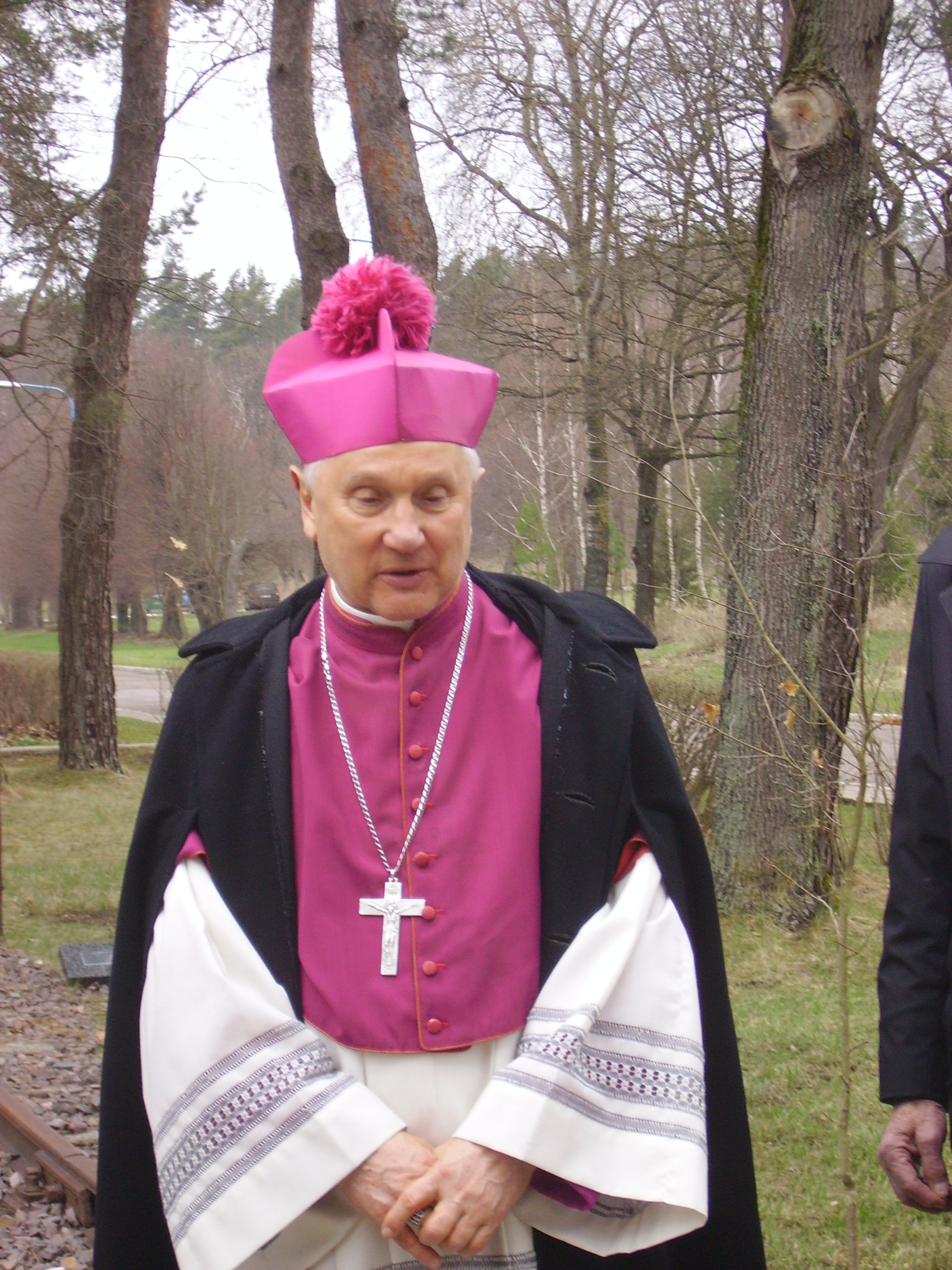
Erzbischof Edward Ozorowski (2012)

Edward Ozorowski (* 1. Mai 1941 in Wólka-Przedmieście, Powiat Białostocki; † 12. Oktober 2024 in Białystok) war ein polnischer Geistlicher und katholischer Erzbischof von Białystok.

## Leben
Edward Ozorowski wurde am 21. Juni 1964 von Władysław Suszyński, Weihbischof in Vilnius, (Litauen) zum Priester für das Erzbistum Białystok geweiht. 1976 habilitierte er, 1978 wurde er außerordentlicher Professor und 1994 ordentlicher Professor für Theologie und Dogmatik und Geschichte.
Die erste Bischofsernennung Papst Johannes Paul II. galt seinem Landsmann Edward Ozorowski, den er am 21. Januar 1979 zum Weihbischof in Vilnius und zum Titularbischof von Bitettum ernannte. Die Bischofsweihe erhielt er am 29. April 1979 vom Erzbischof von Breslau, Henryk Roman Gulbinowicz; Mitkonsekratoren waren der Apostolische Administrator von Białystok Edward Kisiel und der Apostolische Administrator von Pinsk, Władysław Jędruszuk.
Am 5. Juni 1991 wurde er Weihbischof in Białystok, er war gleichzeitig Rektor des Priesterseminars. Einen wesentlichen Beitrag leistete er zur Errichtung eines Lehrstuhls für Katholische Theologie an der Universität Białystok. Im Jahre 2005 vertrat er die Bistümer Polens bei der Bischofssynode in Rom.
Am 21. Oktober 2006 ernannte ihn Papst Benedikt XVI. zum Erzbischof von Białystok.
In der polnischen Bischofskonferenz war er Mitglied der Kommission für Gottesdienst und Sakramentenordnung. Er ist Leiter der Abteilung für Systematische Theologie der Ehe und Familie am Institute of Family Studies der Kardinal Stefan Wyszynski Universität in Warschau, Vorsitzender des Wissenschaftlichen Rates für die Angelegenheiten der Hochschule für Theologie und Theologische Studien in Bialystok, Leiter des Lehrstuhls für Katholische Theologie an der Universität Białystok.
Papst Franziskus nahm am 12. April 2017 seinen altersbedingten Rücktritt an.

## Wappen
Das Wappen zweigeteilt in rot und blau, in der Mitte ein weiß/silbernes Kreuz. Im roten Feld der heilige Franziskus, den Gekreuzigten umarmend, im blauen Feld Maria, die Mutter der Barmherzigkeit.
Hinter dem Wappenschild stehend das Doppelkreuz (Patriarchenkreuz), darüber der grüne Galero mit jeweils zehn herunterhängenden Quasten.
Sein Wahlspruch lautet „Für ihn, der stärkt“ (Worte des Apostels Paulus an die Philipper).